# Catedral de São Dômnio
Catedral de São Dômnio (em croata: Katedrala Svetog Duje), conhecida localmente como São Dujam (Sveti Dujam) ou, coloquialmente como São Duje (Sveti Duje), é uma catedral católica em Split, na Croácia, e a sé da Arquidiocese de Split-Makarska. O edifício atual é uma junção de um mausoléu romano, dedicado à Virgem Maria, com uma torre sineira, dedicada a São Dômnio de Salona, ambos parte do complexo de edifícios incluídos no Palácio de Diocleciano.
Consagrada na virada do século VII, a Catedral de São Dômnio é considerada a mais antiga do mundo a utilizar ainda sua estrutura original, sem sofrer nenhuma reforma completa ao longo dos séculos. A estrutura em si, construída em 305 para ser o mausoléu do imperador romano Diocleciano, é a segunda mais antiga estrutura utilizada ainda hoje por uma catedral cristã.

## Nome
A catedral foi dedicada a São Dômnio (em croata:  Sveti Dujam ou Sveti Duje), padroeiro de Split, um bispo de Salona do século III. Salona era uma grande cidade romana que servia como capital da província da Dalmácia e que hoje corresponde aos arredores da cidade moderna de Solin, na Croácia. São Dômnio foi martirizado com sete outros cristãos durante a perseguição de Diocleciano. Ele nasceu em Antioquia e foi decapitado em 304, em Salona.

## Arquitetura
O Palácio de Diocleciano é um grande palácio romano no centro de Split, construído para o imperador Diocleciano (nascido na Dalmácia) na virada do século IV. Na intersecção das duas principais ruas da cidade, o cardo e o decúmano, há uma praça monumental em formato peristilo na qual está a única entrada para a catedral, a leste.
A catedral em si é composta por três partes distintas de épocas diferentes. A principal é o mausoléu de Diocleciano, que data do final do século III. Ele foi construído da mesma forma que o resto do palácio, em rocha calcária branca local, mármore de alta qualidade, majoritariamente obtido nas pedreiras da ilha de Brac, tufo retirado do leito do vizinho rio Jadro e tijolos feitos nas olarias de Salona.
No século XVII, um coro foi acrescentado no lado oriental do mausoléu e, para permitir a expansão, a parede leste foi demolida.
A torre sineira foi construída em 1100, em românico. Uma grande reconstrução em 1908 alterou radicalmente a estrutura e muitas das esculturas românicas foram removidas.
As portas de madeira da catedral estão entre os melhores exemplares da escultura românica na Croácia. Elas foram esculpidas por escultor e pintor medieval croata Andrija Buvina por volta de 1220. As duas folhas abrigam quatorze cenas da vida de Jesus, separadas por ricos entalhes.

## Tesouro
No primeiro andar da sacristia está o tesouro da catedral, que abriga as relíquias de São Dômnio, levadas para lá depois de sua morte. Entre outros tesouros estão obras de arte sacra, como uma pintura sobre painel românica (século XIII) da "Madona com o Menino, cálices e relicários dos séculos XIII ao XIX e vestuário litúrgico dos séculos XIV em diante. O tesouro abriga ainda livros famosos como o Splitski Evandelistar ("Evangelho de Split"), do século VI, o "Cartulário Supetar", do século XI, e a "História Salonitana", dey Tomé, o Arquidiácono de Split, do século XIII.
Na cripta estão as relíquias de Santa Lúcia.

## Galeria

Imagens da igreja
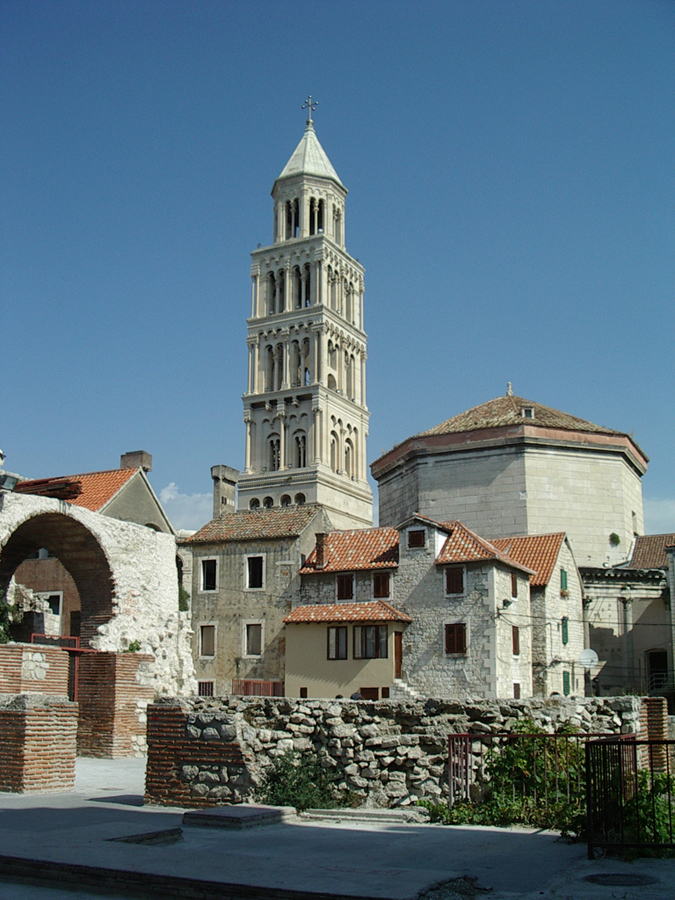
Vista da catedral.
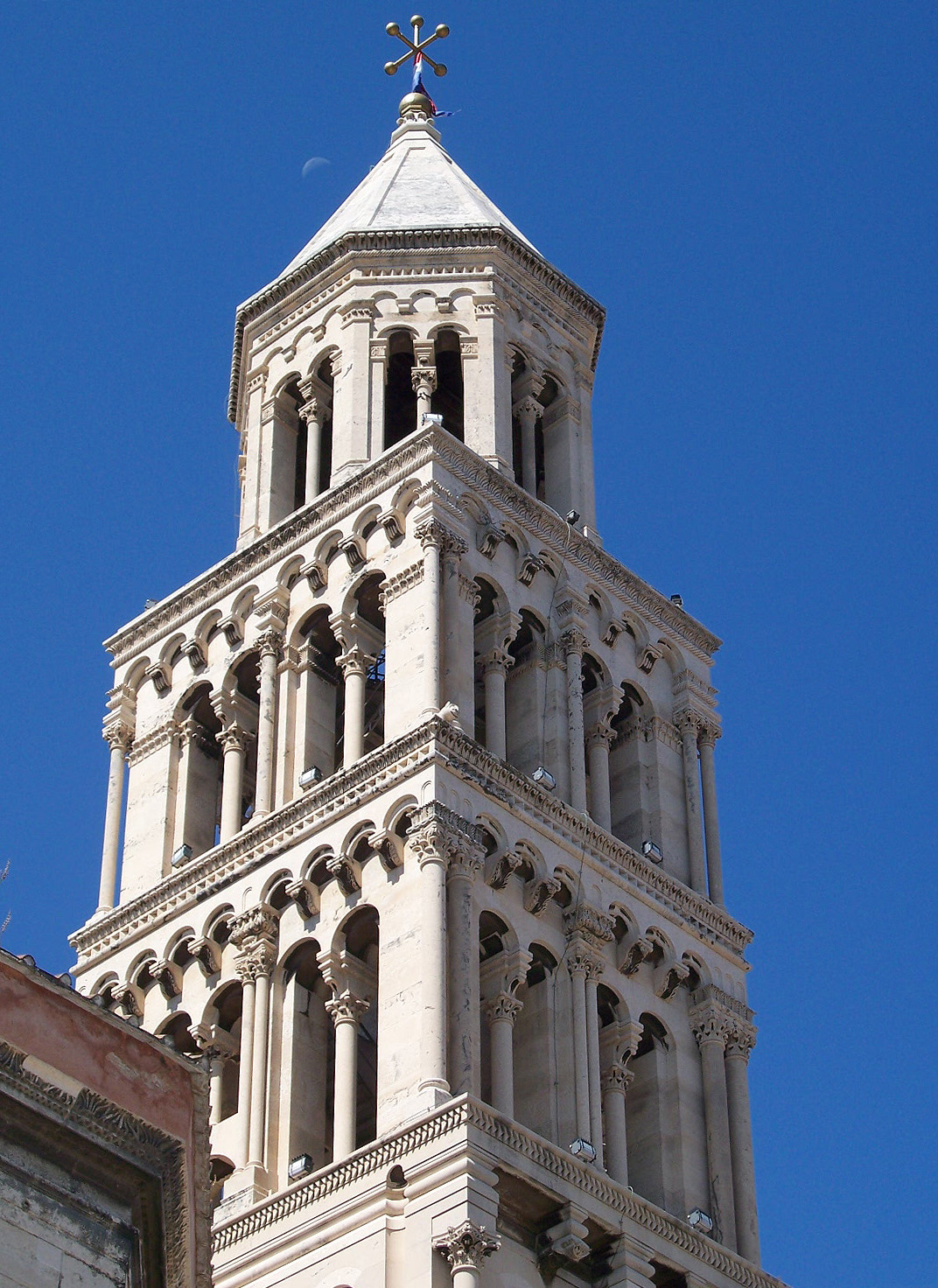
Torre românica.
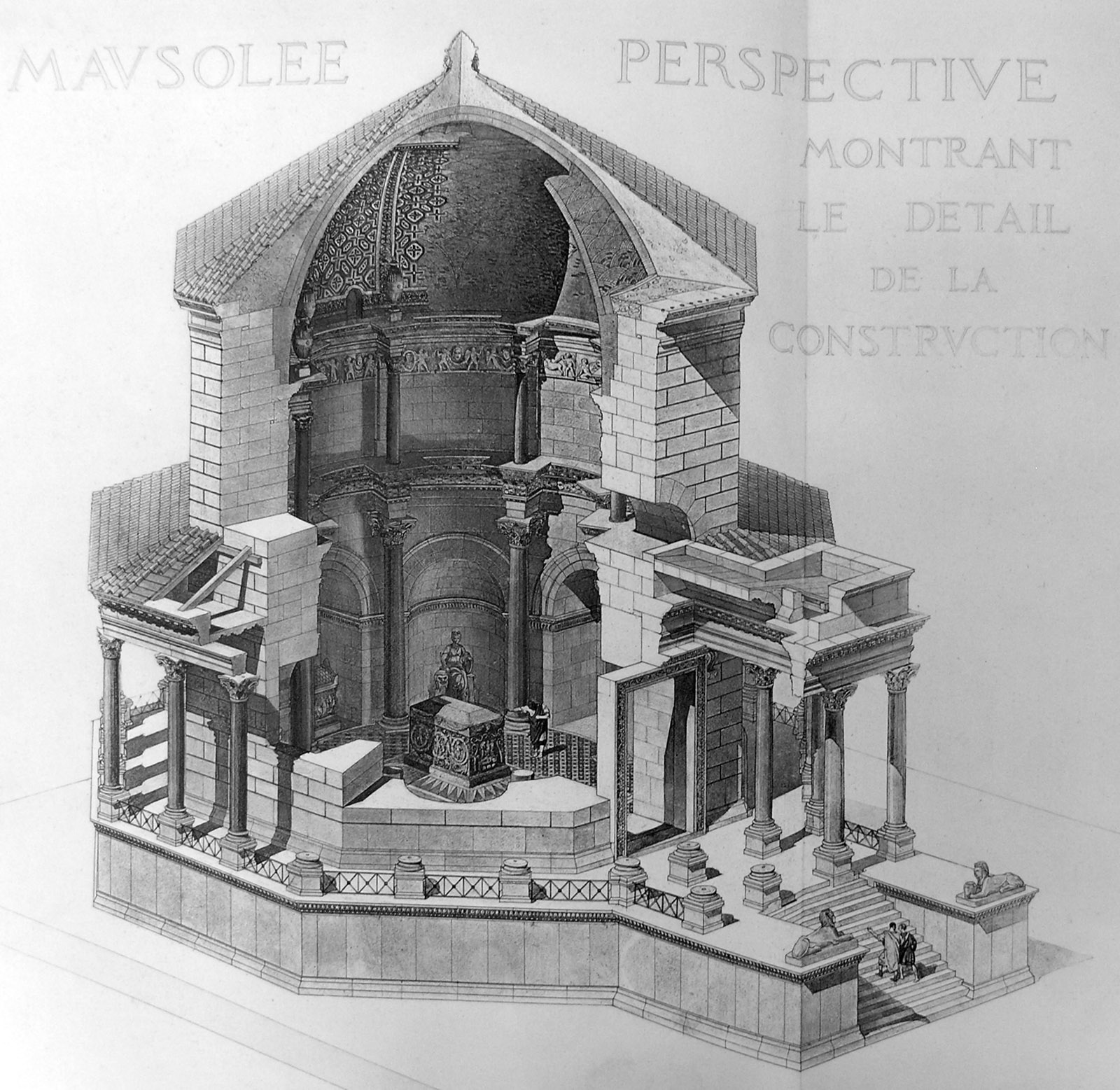
Diagrama do antigo Mausoléu de Diocleciano, reaproveitado na estrutura da catedral.
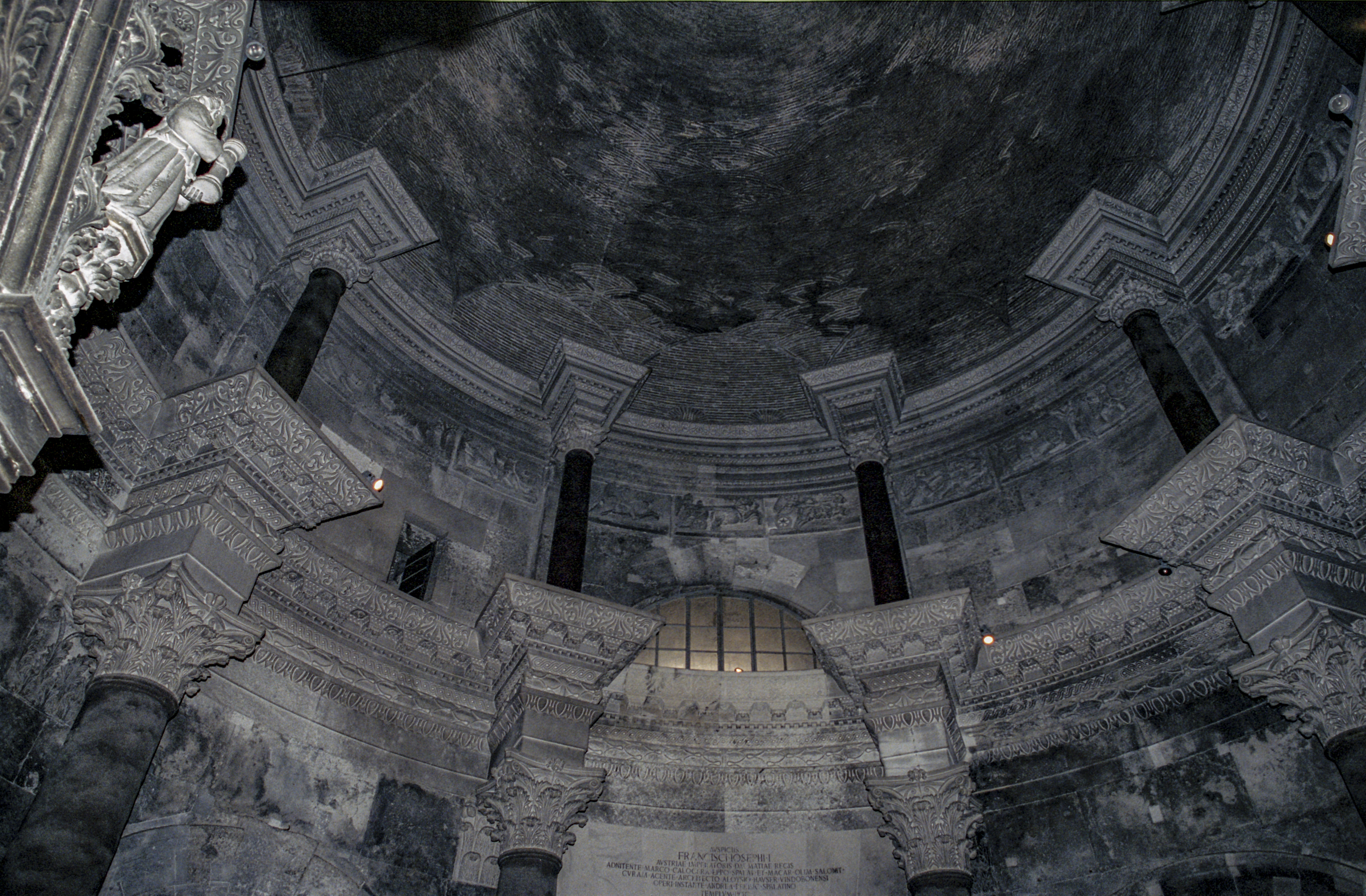
Vista do interior da cúpula.
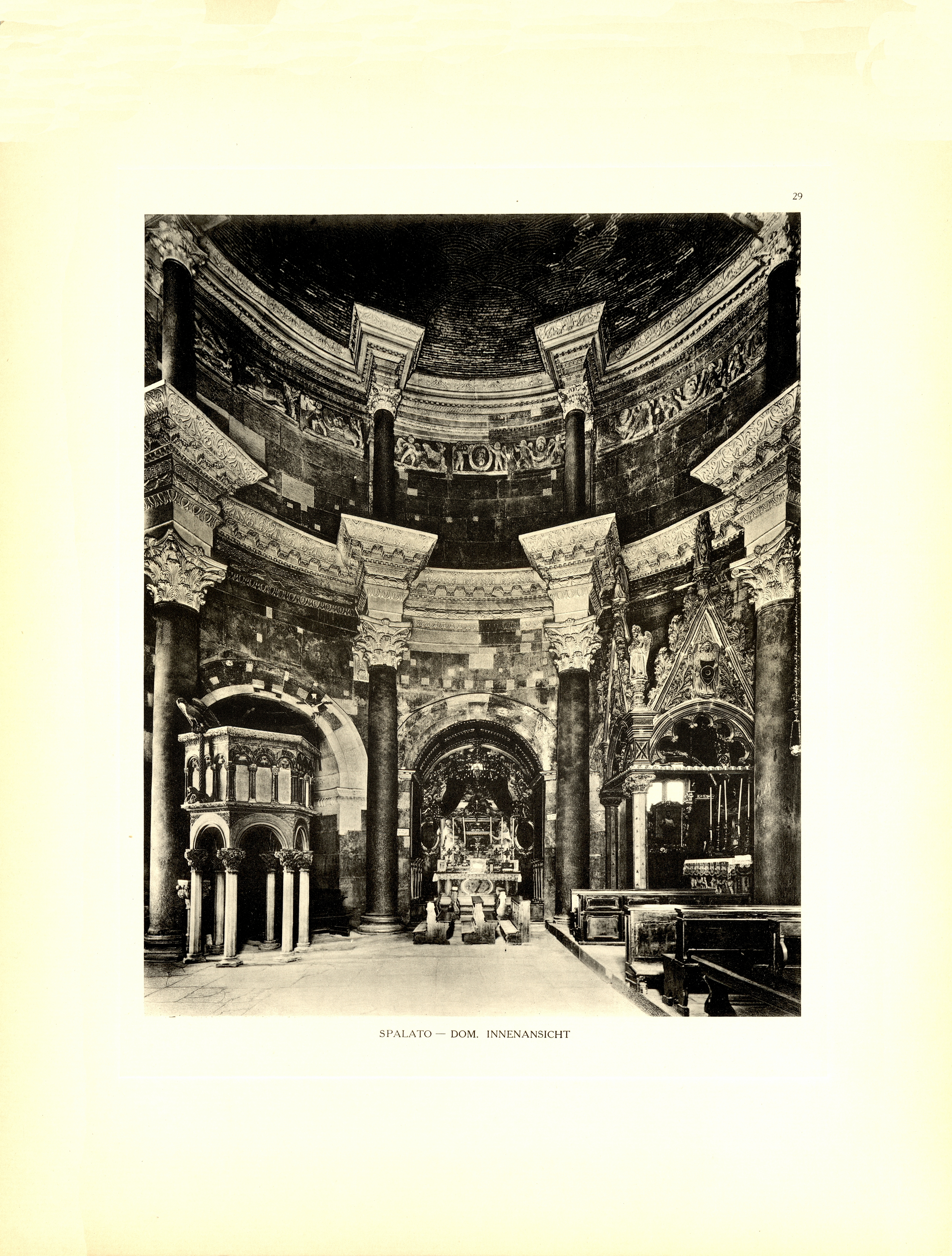
Interior em imagem de 1909.
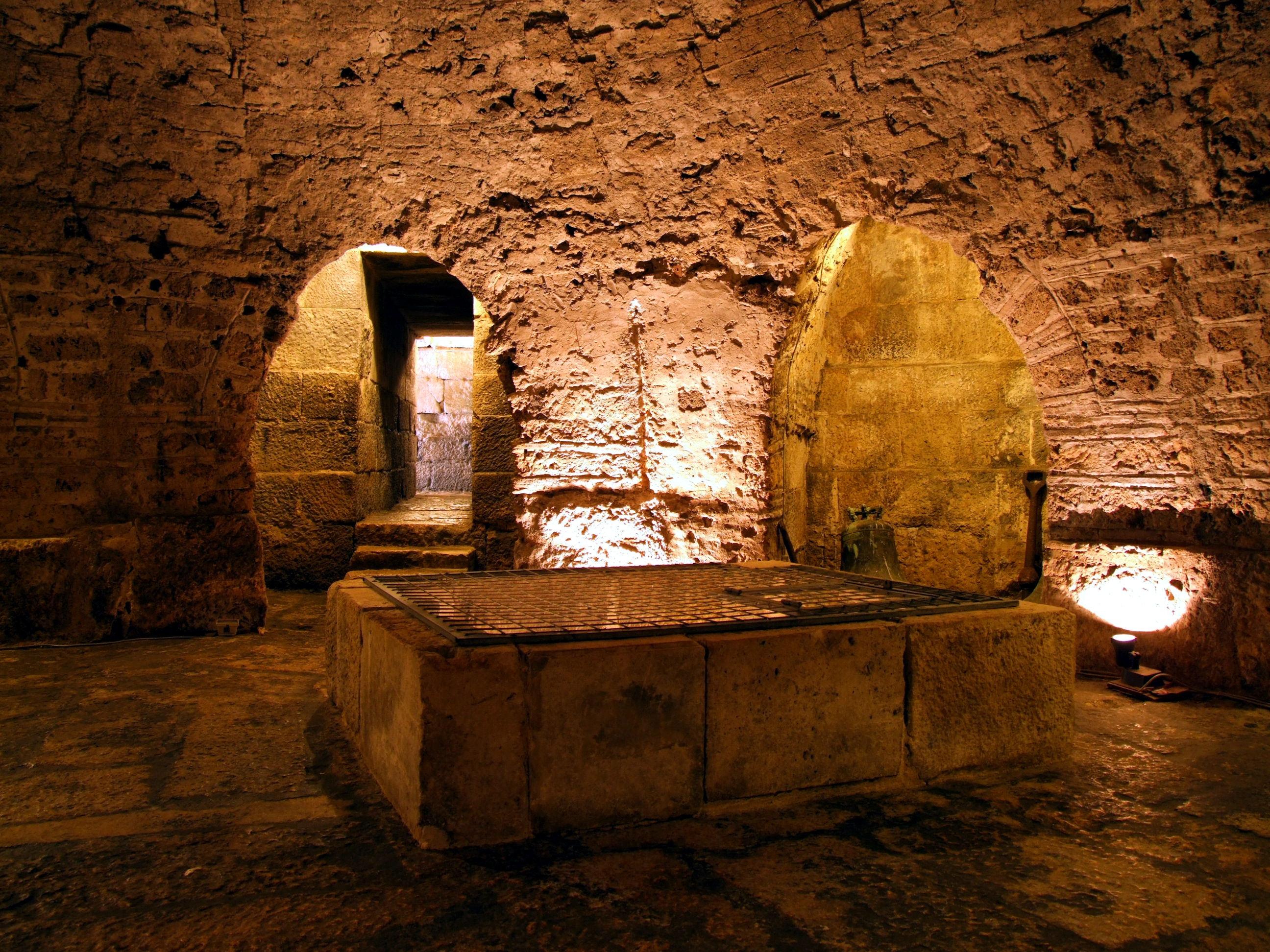
Cripta de Santa Lúcia.